# Oliver Allstorm

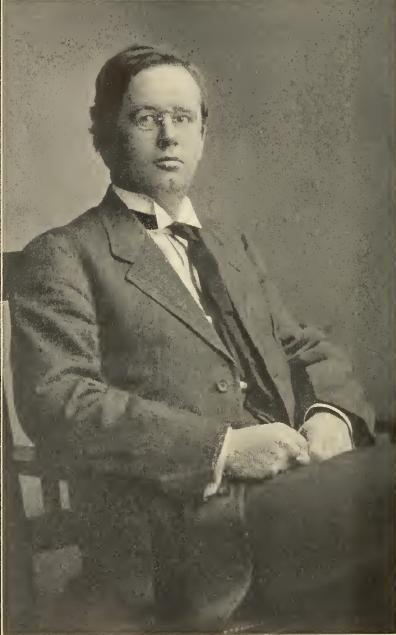
Oliver Allstorm (1878-1963)

Oliver Allstorm, född 1878, död 1963, var son till Carl Magnus Allström, men ändrade sitt efternamn till Allstorm. Han gifte sig med Bessie Rice den 25 oktober 1912 i Texas.
Allstorm är mest känd i delstaten Texas i USA, som en frispråkig poet. Flera av hans dikter handlar om rasfientlighet. En av hans dikter "The Lone Eagle's Littany" finns i en FBI-mapp om Amerikas första litteratur i Franklin D. Roosevelts bibliotek i Hyde Park, New York.
Tillsammans med staden Houstons borgmästare Ben Campbell skrev han stadens officiella sång "Houston Municipal Song". Den antogs som officiell den 4 juli 1915.